# Margot Gerritsen
Margot Geertrui Gerritsen (geboren in Kloetinge)  is een Nederlands wiskundige en hoogleraar. Ze behaalde een masterdiploma aan de Technische Universiteit Delft. In 1996 voltooide ze haar promotieonderzoek in scientific computing en numerieke wiskunde aan de Stanford Universiteit, begeleid door Joseph Oliger. Gerritsen werkte vervolgens aan de Universiteit van Auckland in Nieuw-Zeeland (afdeling Engineering Science) voordat ze in 2001 weer bij Stanford kwam als faculteitslid. In 2021 is Gerritsen hoogleraar Energy Resources Engineering aan de Stanford-Universiteit. Van 2010 tot 2018 heeft Gerritsen het Institute for Computational and Mathematical Engineering geleid. Van 2015 tot 2020 bekleedde zij ook de positie van senior associate decaan voor onderwijskundige initiatieven aan de Stanford University School of Earth, Energy & Environmental Sciences.
Haar primaire onderzoeksinteresses liggen bij duurzaamheid en de productie van hernieuwbare en fossiele energie. Ze werkt ook aan oceaandynamica en zeilbootontwerp, het ontwerp van zoekmachines voor digitale archieven, en numeriek wiskundige algoritmen, zoals matrixberekeningen. Gerritsen leidde het Stanford/National Geographic Pterosaur Replica Project design team, waarover een documentaire verscheen National Geographic: SkyMonsters.
Naast haar aanstelling aan de universiteit van Stanford is Gerritsen ook oprichter en mede-directeur van Women in Data Science (WiDS) en gastvrouw van de WiDS-podcasts. Hier interviewt ze vrouwen die zich bezig houden met data science over hun werk, reizen en praktische lessen, in een poging meer vrouwen voor dit onderzoek te enthousiasmeren.
Naast haar wetenschappelijk werk wordt Margot Gerritsen erkend als een van de beste docenten in haar vakgebied. Ze heeft verschillende prijzen ontvangen voor haar onderwijskwaliteiten, zoals de Tau Beta Pi-prijs op Stanford (2017-2018).
In 2018 werd Gerritsen benoemd tot SIAM Fellow, sinds 2020 is zij Chair van the Board of Trustees van SIAM.
Margot Gerritsen ontving een eredoctoraat van de Universiteit van Uppsala in 2019. In 2021 ontving zij een eredoctoraat van de Technische Universiteit Eindhoven.
Daarnaast is zij gasthoogleraar geweest aan de volgende universiteiten:
- 2008-2010: Technische Universiteit Delft, afdeling Applied Earth Sciences;
- 2008-2012: Universiteit van Uppsala, afdeling Scientific Computing;
- 2010-2016: inaugural Magne Espedal Professor II op de Universiteit van Bergen (Noorwegen);
- 2013: Institut de Mechanique des Fluides, Toulouse[14].

- Bibsys: 14034737
- Gemeinsame Normdatei: 104559380X
- International Standard Name Identifier: 0000 0000 8893 0077
- Library of Congress Control Number: no2010122542
- Mathematics Genealogy Project: 50904
- Nationale Bibliotheek van Israël: 987007377067005171
- Nederlandse Thesaurus van Auteursnamen: 239020855
- Système universitaire de documentation: 172580382
- Virtual International Authority File: 129430456
- WorldCat: E39PBJjmRcwTMTV6pmPTXKHwG3